# Сборная Намибии по футболу
Сбо́рная Нами́бии по футбо́лу представляет Намибию на международных турнирах и в товарищеских матчах по футболу. Выступает под эгидой ФИФА с 1990 года, с момента образования контролирующей организации сборной — Федерации футбола Намибии. Является середняком КАФ, впервые приняла участие в отборочных играх к Кубку мира в 1990 году, до настоящего момента в финальную стадию турнира не отбиралась. Четыре раза принимала участие в финальном турнире Кубка Африканских наций (1998, 2008, 2019 и 2023 годы).

## Кубок КОСАФА
2015 - победитель турнира
В 1997, 1999 и 2022 годах доходила до финала.

## Чемпионат мира по футболу
- 1930 — 1990 — не участвовала
- 1994 — 2022 — не прошла квалификацию

## Кубок африканских наций
- 1957 — 1994 — не участвовала
- 1996 — не прошла квалификацию
- 1998 — групповой этап
- 2000 — не прошла квалификацию
- 2002 — не прошла квалификацию
- 2004 — не прошла квалификацию
- 2006 — не прошла квалификацию
- 2008 — групповой этап
- 2010 — не прошла квалификацию
- 2012 — не прошла квалификацию
- 2013 — не прошла квалификацию
- 2015 — не прошла квалификацию
- 2017 — не прошла квалификацию
- 2019 — групповой этап
- 2021 — не прошла квалификацию
- 2023 — 1/8 финала